# طلال العيار
طلال مبارك العيار (5 مارس 1959 - 23 أكتوبر 2009)، سياسي كويتي، عضو مجلس الأمة خلال الفترة 4 مايو 1999 حتى 19 مارس 2008 وكان نائباً لرئيس مجلس الأمة خلال الفترة 20 أكتوبر 1996 حتى 4 مايو 1999 وعضو مجلس الأمة خلال الفترة 20 أكتوبر 1992 حتى 20 أكتوبر 1996، وكما كان وزيراً للكهرباء والماء ووزيراً للشؤون الاجتماعية والعمل خلال الفترة 14 فبراير 2001 حتى 14 يوليو 2003 ، والده هو مبارك حمد العيار خال أمير دوله الكويت السابق الشيخ صباح الأحمد الجابر الصباح وهو الأخ الأصغر للنائب والوزير السابق حمد مبارك العيار، كما أنه خال الشاعر والإعلامي طلال السعيد، والكاتبة فجر السعيد.

## حياته
ولد طلال العيار في شهر مارس 1959 في منطقة الجهراء والده هو مبارك حمد العيار خال أمير دوله الكويت السابق الشيخ صباح الأحمد الجابر الصباح وهو الأخ الأصغر للنائب والوزير السابق حمد مبارك العيار، كما أنه خال الشاعر والإعلامي طلال السعيد، والكاتبة فجر السعيد. 
حاصل علي بكالوريوس علوم سياسية، من جامعة الكويت سنة 1983.

### مناصب شغلها
عضو المجلس الأعلى لشؤون المحافظات سنة 1989
عضو مجلس محافظة الجهراء سنة 1989

### العمل السياسي
ترشح لانتخابات المجلس الوطني سنة 1990 حيث فاز في الانتخابات وبقي عضواً في المجلس حتى إلغاء المجلس في سنة 1992 وإعادة مجلس الأمة الكويتي مجدداً بعد حله وتعليقه سنة 1986. 
وترشح لانتخابات مجلس الأمة الكويتي 1992 في الدائرة العشرين، وحصل على المركز الأول برصيد 1382 صوت وفاز بالانتخابات. 
وكما ترشح لانتخابات مجلس الأمة الكويتي 1996 في الدائرة العشرين، وحصل على المركز الأول برصيد 1968 صوت وفاز بالانتخابات. 
وكما ترشح لانتخابات مجلس الأمة الكويتي 1999 في الدائرة العشرين، وحصل على المركز الثاني برصيد 2364 صوت وفاز بالانتخابات. 
وفي 14 فبراير 2001 صدر مرسوماً بتشكيل الحكومة عُين وزيراً للكهرباء والماء ووزيراً للشؤون الاجتماعية والعمل وشغل المنصب حتى 14 يوليو 2003.  
وكما ترشح لانتخابات مجلس الأمة الكويتي 2003 في الدائرة العشرين، وحصل على المركز الأول برصيد 2650 صوت وفاز بالانتخابات. 
وكما ترشح انتخابات مجلس الأمة الكويتي 2006 في الدائرة العشرين، وحصل على المركز الأول برصيد 4178 صوت وفاز بالانتخابات.
وبعد حل مجلس الأمة 2006 في 19 مارس 2008 قرر عدم الخوض في انتخابات مجلس الأمة بعد تغيير الدوائر إلى 5 لاقتناعه بعدم إنصاف وعدالة الدوائر الخمس.
وكان طلال العيار يعتبر من النواب «العقلانيين» في نقاشات مجلس الأمة، وكان يترأس كتلة المستقلين في المجلس، وهو مقرب من الحكومة.

## وفاته
توفي في يوم 23 أكتوبر 2009 وذلك بعد أن عانى من عدد من المشاكل الصحية، حيث كان قد اجرى عملية قسطرة، وكان مقررا أن يغادر إلى فرنسا لإجراء الفحوصات واستكمال العلاج.